# 12기 MBC 제왕전
12기 MBC 제왕전은 문화방송이 주최하고 TV 속기전이 참가한 국내 TV속기 바둑 기전이다. 결승에서는 조훈현 九단이 유창혁 六단을 2대 1로 꺾고 통산 7회 우승을 차지했으나, 한편 유창혁 六단은 3년 연속 준우승에 그쳤다. 

## 출전 기사 명단

### 결승전
| 결승전 |             |   |  |  |  |  |
|        |             |   |  |  |  |  |
|        |             |   |  |  |  |  |
|        | 조훈현 九단 | 2 |  |  |  |  |
|        | 유창혁 六단 | 1 |  |  |  |  |

## 대국 결과
| 대진        | 연도   | 대국일자  | 승자            | 패자            | 결과              | 기보 |
| ----------- | ------ | --------- | --------------- | --------------- | ----------------- | ---- |
| 예선 결승   | 1993년 | 7월 12일  | 김희중 八단     | 김덕규 六단     | 137수 흑 불계승   |      |
| 예선 결승   | 1993년 | 7월 12일  | 김수장 九단     | 김좌기 六단     | 220수 백 불계승   |      |
| 예선 결승   | 1993년 | 7월 26일  | 김일환 七단     | 김동엽 五단     | 263수 흑 2집반승  |      |
| 예선 결승   | 1993년 | 7월 26일  | 문명근 七단     | 이상훈(大) 三단 | 270수 백 24집반승 |      |
| 예선 결승   | 1993년 | 8월 9일   | 강훈(大) 七단   | 김동엽 五단     | 170수 백 불계승   |      |
| 예선 결승   | 1993년 | 8월 9일   | (故)김성훈 四단 | 고재희 七단     | 308수 백 3집반승  |      |
| 예선 결승   | 1993년 | 8월 23일  | (故)임선근 七단 | 김종준 二단     | 243수 흑 8집반승  |      |
| 예선 결승   | 1993년 | 9월 6일   | (故)정현산 四단 | (故)임창식 四단 | 208수 백 불계승   |      |
| 예선 결승   | 1993년 | 9월 6일   | 강만우 七단     | (故)하찬석 八단 | 235수 백 10집반승 |      |
| 예선 결승   | 1993년 | 9월 20일  | 김영환 三단     | 김학수(小) 단   | 166수 백 불계승   |      |
| 예선 결승   | 1993년 | 9월 20일  | 양재호 八단     | 윤성현 四단     | 243수 흑 2집반승  |      |
| 예선 결승   | 1993년 | 10월 4일  | 황원준 七단     | 홍태선 七단     | 177수 흑 불계승   |      |
| 예선 결승   | 1993년 | 10월 4일  | 장수영 九단     | (故)이주용 六단 | 209수 흑 불계승   |      |
| 승자 16강전 | 1993년 | 10월 18일 | 김수장 九단     | 김희중 八단     | 185수 흑 불계승   |      |
| 승자 16강전 | 1993년 | 10월 18일 | 강만우 六단     | 김일환 七단     | 170수 백 불계승   |      |
| 승자 16강전 | 1993년 | 11월 1일  | 황원준 七단     | 장수영 九단     | 백 2집반승        |      |
| 승자 16강전 | 1993년 | 11월 1일  | (故)김성훈 四단 | 강훈(大) 七단   | 255수 흑 2집반승  |      |
| 승자 16강전 | 1993년 | 11월 15일 | 양재호 八단     | (故)정현산 四단 | 253수 흑 5집반승  |      |
| 승자 16강전 | 1993년 | 11월 15일 | 조훈현 九단     | (故)임선근 七단 | 193수 흑 불계승   |      |
| 승자 16강전 | 1993년 | 11월 29일 | 김영환 三단     | 이상훈(大) 三단 | 289수 흑 15집반승 |      |
| 승자 16강전 | 1993년 | 11월 29일 | 유창혁 六단     | 이창호 六단     | 285수 흑 4집반승  |      |
| 패자 1회전  | 1993년 | 12월 13일 | 김일환 七단     | 강훈(大) 八단   | 179수 흑 불계승   |      |
| 패자 1회전  | 1993년 | 12월 13일 | (故)정현산 五단 | 김희중 八단     | 179수 흑 불계승   |      |
| 패자 1회전  | 1993년 | 12월 27일 | 장수영 九단     | 이상훈(大) 三단 | 267수 흑 6집반승  |      |
| 패자 1회전  | 1993년 | 12월 27일 | 이창호 六단     | 임선근 八단     | 215수 흑 불계승   |      |
| 승자 8강전  | 1994년 | 1월 10일  | 김수장 九단     | (故)김성훈 四단 | 흑 불계승         |      |
| 승자 8강전  | 1994년 | 1월 24일  | 조훈현 九단     | 김영환 三단     | 백 2집반승        |      |
| 승자 8강전  | 1994년 | 1월 24일  | 유창혁 六단     | 황원준 七단     | 백 불계승         |      |
| 승자 8강전  | 1994년 | 2월 7일   | 양재호 八단     | 강만우 七단     | 백 불계승         |      |
| 패자 2회전  | 1994년 | 2월 1일   | 황원준 七단     | 김일환 七단     |                   |      |
| 패자 2회전  | 1994년 | 2월 1일   | 김영환 三단     | (故)정현산 五단 |                   |      |
| 패자 2회전  | 1994년 | 2월 7일   | 장수영 九단     | (故)김성훈 四단 | 흑 7집반승        |      |
| 패자 2회전  | 1994년 | 2월 21일  | 이창호 六단     | 강만우 七단     | 174수 백 불계승   |      |
| 패자 3회전  | 1994년 | 3월 7일   | 이창호 六단     | 장수영 九단     | 흑 반집승         |      |
| 패자 3회전  | 1994년 | 3월 7일   | 김영환 三단     | 황원준 七단     | 흑 4집반승        |      |
| 승자 준결승 | 1994년 | 3월 7일   | 유창혁 六단     | 김수장 九단     | 백 14집반승       |      |
| 승자 준결승 | 1994년 | 4월 11일  | 양재호 八단     | 조훈현 九단     | 흑 17집반승       |      |
| 패자 4회전  | 1994년 | 4월 11일  | 김수장 九단     | 이창호 六단     | 흑 불계승         |      |
| 패자 4회전  | 1994년 | 4월 27일  | 조훈현 九단     | 김영환 三단     | 흑 불계승         |      |
| 패자 준결승 | 1994년 | 4월 27일  | 조훈현 九단     | 김수장 九단     | 백 2집반승        |      |
| 승자 결승   | 1994년 | 5월 2일   | 유창혁 六단     | 양재호 八단     | 백 불계승         |      |
| 패자 결승   | 1994년 | 5월 2일   | 조훈현 九단     | 양재호 八단     | 백 불계승         |      |
| 결승 1국    | 1994년 | 5월 25일  | 조훈현 九단     | 유창혁 六단     | 213수 흑 불계승   |      |
| 결승 2국    | 1994년 | 5월 25일  | 유창혁 六단     | 조훈현 九단     | 219수 흑 12집반승 |      |
| 결승 3국    | 1994년 | 5월 30일  | 조훈현 九단     | 유창혁 六단     | 258수 백 반집승   |      |

## 특이 사항
조훈현 九단 통산 7회 우승, 유창혁 六단의 3년 연속 준우승, 시상은 5월 30일 방송당일이며, 시상식 진행자는 강재형 아나운서가 했다. 우승상금 1,100만원, 준우승상금 550만원 주어지며 수여했다. 